# Fusil de asalto subacuático APS
El fusil de asalto subacuático APS (acrónimo de Автомат Подводный Специальный, Avtomat Podvodnyy Spetsialnyy o Fusil de Asalto Subacuático Especial) es un fusil de asalto subacuático diseñado en la Unión Soviética a principios de la década de 1970 y derivado del AK-47. Fue adoptado en 1975. Es fabricado en Rusia por la Fábrica de armas de Tula (Тульский Оружейный Завод, Tulsky Oruzheiny Zavod) y exportado por Rosoboronexport.

## Descripción
Bajo el agua, las balas comunes son imprecisas y tienen un alcance muy corto. El APS dispara un dardo de acero de calibre 5,66 mm (especialmente diseñado para este fusil y a menudo confundido con el 5,56 x 45 OTAN) y una longitud de 120 mm. Su cargador tiene una capacidad de 26 cartuchos. El cañón del APS no está estriado; el proyectil disparado mantiene su trayectoria por efectos hidrodinámicos. Por lo tanto, el APS es algo impreciso cuando se dispara fuera del agua.
El APS tiene un mayor alcance y más poder de penetración que un fusil de pesca submarina. Esto es útil en situaciones tales como disparar a través de trajes acuáticos estancos reforzados y cascos protectores (sean presurizados o no), partes duras y gruesas de la escafandra autónoma y sus arneses, así como partes de plástico y cubiertas transparentes de algunos vehículos para buceo.
El APS es más potente que una pistola, pero es más voluminoso y toma más tiempo apuntar, debido a que su largo cañón y gran cargador plano dificultan su movimiento en el agua.    
Su alcance y cadencia de disparo disminuyen al aumentar la profundidad, debido a la gran presión que actúa sobre la recámara y el mecanismo de disparo (supercavitación).

## Historia

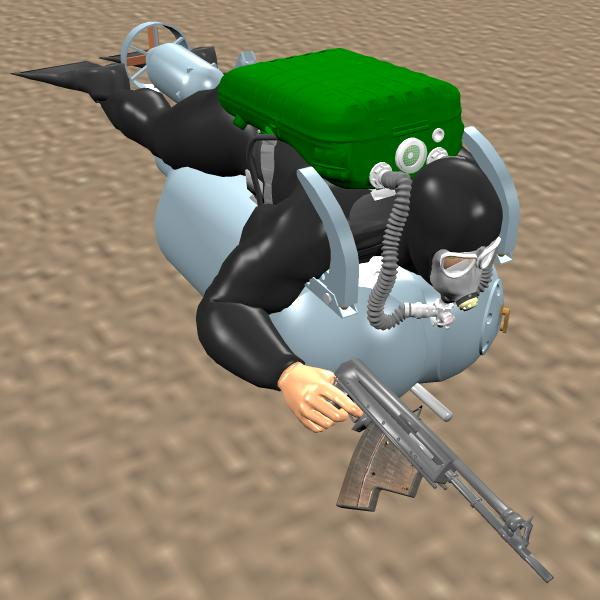
Imagen generada por computadora de un buzo equipado con un recirculador ruso IDA71 y armado con un fusil APS, viajando sobre un vehículo de propulsión para buceo Protei-5.

La creciente amenaza de ataques a bases navales por parte de buzos militares condujo al desarrollo de diversas técnicas antibuzos, siendo en la Unión Soviética el despliegue de buzos para repelerlos una de estas técnicas. Al inicio, estos buzos vigías solamente estaban armados con cuchillos y fusiles AK-47. El AK-47 era transportado en una funda a prueba de agua y solamente podía emplearse en la superficie, por lo que la única arma efectiva bajo el agua contra los buzos enemigos era el cuchillo.
La pistola subacuática SPP-1 fue aceptada en 1971, pero pronto demostró ser efectiva solamente en defensa a corta distancia, no en atacar blancos más lejanos. Vladimir Simonov tomó la tarea de desarrollar un fusil de asalto subacuático. Para permitir que el mecanismo del fusil funcione bajo el agua, debe haber espacio para que esta fluya empujada por las piezas en movimiento y los gases producidos por la detonación de la carga propulsora del cartucho. El fusil APS fue aceptado en servicio a mediados de la década de 1970. Una mejora especial fue el cilindro de gases perforado, así como sus mecanismos de puntería. Su diseñador recibió un premio estatal en 1983.
Al igual que con la SPP-1, la primera etapa del trabajo fue desarrollar un cartucho. El casquillo de un cartucho 5,45 x 39 fue alargado unos 115 mm para encajar el puntiagudo dardo de acero. Otra versión del cartucho fue diseñada para contener un cohete miniatura, que al ser disparado dejaba una estela visible en el agua. A continuación, Vladimir Simonov diseñó el fusil. El objetivo era ambicioso; anteriormente nadie había tratado de construir un arma de fuego automática subacuática funcional. El problema más importante fue diseñar un cajón de mecanismos que pueda funcionar bajo el agua. En comparación con el aire, el agua es relativamente incomprimible, por lo que la estructura debía dejar que el agua se mueva con facilidad; por lo tanto, su cajón de mecanismos está abierto en la parte posterior. Siendo un arma accionada por los gases del disparo, tiene un control de gases que le permite funcionar bajo el agua y en tierra.
El APS fue adoptado a mediados de la década de 1970. Después, hubo un largo trabajo de mejoramiento del APS. Una mejora fue la instalación de un cilindro de gases perforado con un escudo especial para reventar las burbujas de gas emitidas, facilitando la puntería y reduciendo la visibilidad de las burbujas, permitiendo disparar el arma de forma más sigilosa.
El APS fue la principal arma de los buzos militares soviéticos.
Sin embargo, el diseño de esta nueva arma tuvo objeciones. Era el arma perfecta para los buzos militares soviéticos en operaciones subacuáticas, pero era menos útil para los Spetsnaz, que combatían tanto en tierra como bajo el agua.
El APS puede disparar fuera del agua, pero su alcance efectivo no sobrepasa los 50 m, mientras que su vida útil se reduce a 180 disparos en tierra de los 2.000 bajo el agua.
Por lo tanto, estos principalmente llevaban una pistola SPP-1 para defenderse bajo el agua y un AK-74 para combatir en tierra.
Por estas razones, a fines de la década de 1980 se desarrolló el fusil anfibio ASM-DT.

## El APS en ficción
- El APS es transportado por Revy en el manga Black Lagoon y en el cuarto episodio de la serie animada.
- En el videojuego Delta Force 2 de 1999, el APS aparece como un arma seleccionable para algunas misiones.
- Figura en el videojuego Call of Duty: Ghosts, como un arma relevante en la historia principal.